# Congo Bill (seriado)
Congo Bill, cujo nome completo é Congo Bill: King of the Jungle, é um seriado estadunidense de 1948, gênero aventura, dirigido por Spencer Gordon Bennet e Thomas Carr, em 15 capítulos, estrelado por Don McGuire e Cleo Moore. Foi produzido e distribuído pela Columbia Pictures, e veiculou nos cinemas estadunidenses a partir de 28 de outubro de 1948.
Foi o 38º entre os 57 seriados produzidos pela Columbia Pictures, e foi baseado no personagem da DC Comics, Congo Bill.

## Personagem
Congo Bill é um personagem ficcional, um super-herói que apareceu nas histórias em quadrinhos publicados pela DC Comics e Vertigo Comics. Originalmente co-criado pelo escritor Whitney Ellsworth e o artista George Papp, ele foi mais tarde transformado em Congorilla por Robert Bernstein e Howard Sherman, em história da revista Action Comics nº 248 (em janeiro de 1959). O personagem apareceu pela primeira vez na More Fun Comics nº 56 (em junho de 1940).

## Sinopse
Uma garota prestes a herdar uma fortuna desapareceu na África. Sua família contrata Congo Bill, um aventureiro, para encontrá-la e trazê-la de volta à civilização. Ele segue uma lenda sobre uma misteriosa rainha branca, mas seu caminho está cheio de dificuldades, mediante uma selva inóspita e os perigos causados pelo homem que vai perder a fortuna se a garota for encontrada viva...

## Elenco
- Don McGuire … Congo Bill, famoso caçador e domador de animais
- Cleo Moore … Rainha Lureen/ Ruth Culver
- Jack Ingram … Cameron
- I. Stanford Jolley … Bernie McGraw
- Leonard Penn … Andre Bocar
- Nelson Leigh … Dr Greenway
- Charles King … Kleeg
- Armida Vendrell … Zalea
- Hugh Prosser … Morelli
- Neyle Morrow … Kahla
- Fred Graham … Villabo
- Rusty Wescoatt … Ivan
- Anthony Warde … Rogan
- Stephen Carr … Tom McGraw
- William Fawcett … Blinky
- Knox Manning … Narrador
- Frank O'Connor … Frank
- Eddie Parker … torturador
- Stanley Price … amigo de Nagu

## Capítulos
1. The Untamed Beast
2. Jungle Gold
3. A Hot Reception
4. Congo Bill Springs a Trap
5. White Shadows in the Jungle
6. The White Queen
7. Black Panther
8. Sinister Schemes
9. The Witch Doctor Strikes
10. Trail of Treachery
11. A Desperate Chance
12. The Lair of the Beast
13. Menace of the Jungle
14. Treasure Map
15. The Missing Letter

Fonte: